# František Lederer (novinář)
František Lederer (19. května 1898 Loket nad Ohří – 21. června 1948 Berlín Lederer zde využíval své dlouhodobé známosti s Janem Masarykem a Petrem Zenklem a trvale upozorňoval na československou problematiku.
) byl český novinář a publicista.

## Život
Vystudoval filozofickou fakultu Univerzity Karlovy, poté nastoupil na do kulturní rubriky deníku Prager Tagblatt.
Po roce 1933 se snažil aktivně pomáhat německým antifašistům, zveřejňoval články proti fašismu, válce a násilí. Po 15. březnu 1939 byl nacisty zatčen. Po několika měsících byl propuštěn, podařilo se mu emigrovat do Anglie. Během války zde působil jako redaktor listu Die Zeitung. Tyto noviny v němčině vydávalo britské ministerstvo informací. Byly určené určenou především k rozkladu morálky německých vojáků a také k pravdivému informování Němců o postojích Spojenců a o vývoji na frontách. Lederer zde využíval své dlouhodobé známosti s Janem Masarykem a Petrem Zenklem a trvale upozorňoval na československou problematiku.
Po skončení druhé světové války vstoupil do služeb amerického ministerstva války a pracoval ve vojenské rozhlasové stanici Radio Luxemburg. Stal se pracovníkem úřadu pro stíhání válečných zločinců při hlavním stanu americké armády, analyzoval dokumenty ze zabavených nacistických archivů a připravoval je pro amerického žalobce při Norimberském procesu. Dne 21. června 1948 byl nalezen mrtvý, jeho smrt nebyla nikdy vyjasněna.
V roce 1991 se stal nositelem Řádu Tomáše Garrigue Masaryka III. třídy in memoriam.